# Rhomboidella rhyllensis
Rhomboidella rhyllensis is een tweekleppigensoort uit de familie van de Mytilidae. De wetenschappelijke naam van de soort is voor het eerst geldig gepubliceerd in 1912 door Gatliff & Gabriel.